# Qingshuzhen (ort i Kina, Shaanxi, lat 32,94, long 106,90)
Qingshuzhen är en ort i Kina. Den ligger i provinsen Shaanxi, i den nordvästra delen av landet, omkring 240 kilometer sydväst om provinshuvudstaden Xi'an. Antalet invånare är 23 386. Befolkningen består av 11 772 kvinnor och 11 614 män. Barn under 15 år utgör 18,0 %, vuxna 15-64 år 69 %, och äldre över 65 år 11,0 %.
Runt Qingshuzhen är det ganska tätbefolkat, med 166 invånare per kvadratkilometer. Närmaste större samhälle är Hanzhongshi, 19,0 km nordost om Qingshuzhen. I omgivningarna runt Qingshuzhen växer i huvudsak blandskog.
Genomsnittlig årsnederbörd är 1 225 millimeter. Den regnigaste månaden är juli, med i genomsnitt 292 mm nederbörd, och den torraste är december, med 2 mm nederbörd.